# Robin (DC Comics)

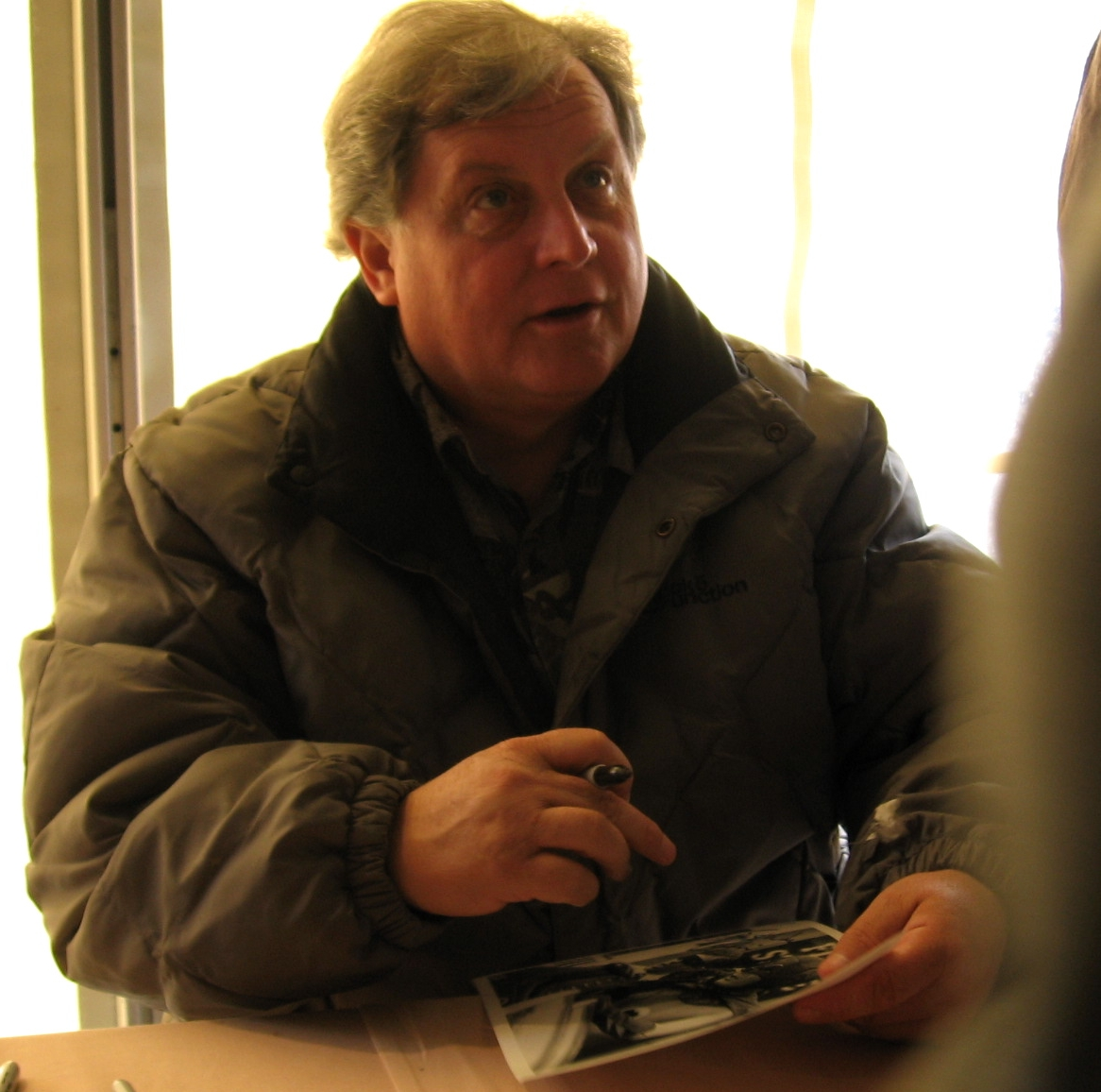
Burt Ward

Robin es el alias de varios superhéroes ficticios que aparecen en los cómics estadounidenses publicados por DC Comics. El personaje fue creado originalmente por Bob Kane, Bill Finger y Jerry Robinson, para servir como contraparte menor del superhéroe Batman. La primera encarnación del personaje, Dick Grayson, debutó en Detective Comics # 38 (abril de 1940). Concebida como una forma de atraer lectores jóvenes, Robin obtuvo una recepción crítica abrumadoramente positiva, duplicando las ventas de los títulos de Batman. Las primeras aventuras de Robin incluyeron Star Spangled Comics # 65–130 (1947–1952), que fue la primera película en solitario del personaje. Robin hizo apariciones regulares en cómics relacionados con Batman y otras publicaciones de DC Comics desde 1940 hasta principios de la década de 1980 hasta que el personaje dejó de lado la identidad de Robin y se convirtió en el superhéroe independiente Nightwing, el cual abandonó Gotham City para proteger su propia ciudad, Blüdhaven. El equipo de Batman y Robin se conoce comúnmente como los Caped Crusaders o Dynamic Duo.
La segunda encarnación del personaje, Jason Todd, apareció por primera vez en Batman # 357 (1983) mientras robaba las ruedas del Batmóvil. Este Robin hizo apariciones regulares en los cómics relacionados con Batman hasta 1988, cuando el personaje realizó una misión en solitario a espaldas de Batman con el objetivo de acabar con la vida del Joker. La misión fracaso y el Joker capturó a Jason, sometiéndolo a diferentes torturas físicas y psicológicas durante aproximadamente un año, para finalmente asesinarlo en la historia Una muerte en la familia (1989). Jason más tarde se encontraría vivo después de un incidente que cambió la realidad, y finalmente se convertiría en Red Hood.. La primera serie limitada de Robin se publicó en 1991 y contó con el entrenamiento de Tim Drake de la tercera encarnación del personaje para ganarse el papel de compañero vigilante de Batman. Tras dos exitosas secuelas, el Robin mensual de la serie en curso comenzó en 1993 y terminó a principios de 2009, lo que también ayudó a su transición de compañero a superhéroe por derecho propio. En las historias de 2004, el personaje establecido de DC Comics, Stephanie Brown, se convirtió en el cuarto Robin durante un breve período antes de que el papel volviera a ser Tim Drake. Damian Wayne sucede a Drake como Robin en el arco de la historia de 2009 "Battle for the Cowl".
Tras el reinicio de continuidad de 2011 The New 52, Tim Drake fue revisado como si hubiera asumido el título de Red Robin, y Jason Todd, que operaba como Red Hood, estaba reparando lentamente su relación con Batman. Dick Grayson retomó su papel de Nightwing y Stephanie Brown fue presentada de nuevo bajo su apodo anterior, Spoiler, en las páginas de Batman Eternal (2014). El relanzamiento de la continuidad de DC Rebirth 2016 comienza con Damian Wayne como Robin, Tim Drake como Red Robin, Jason Todd como Red Hood y Dick Grayson como Nightwing. Los Robins también han aparecido en historias ambientadas en mundos paralelos, debido al antiguo "Multiverso" del concepto de DC Comics. Por ejemplo, en el original Tierra-2, Dick Grayson nunca adoptó el nombre Nightwing, y continúa operando como Robin hasta la edad adulta. En la continuidad "Tierra-2" de New 52, Robin es Helena Wayne, hija de Batman y Catwoman, quien quedó varada en la Tierra de la continuidad principal y toma el nombre de Cazadora.

## Biografía

### Dick Grayson (Robin I)
Popularizado en versiones televisivas del personaje, traducidas en México y Los Ángeles, como Ricardo Tapia, Grayson fue creado conceptualmente por Jerry Robinson, y publicado por primera vez por Bill Finger y Bob Kane en el Detective Comics N° 38 (1940). Robin, ayudante de Batman, fue introducido al cómic un año después que el oscuro héroe. Fue creado con el objetivo de atraer al público infantil, de esta forma se identificarían con el personaje.
El nombre de Robin, el Chico Maravilla y su atuendo fue inspirado en el héroe legendario Robin Hood, el color rojo del traje imita al de un ave americana (el tordo de pecho rojo o Turdus migratorius, también llamado en inglés Robin o American Robin "petirrojo", que no debe confundirse con Robin que habita en Europa), siguiendo el patrón de animal volador de Batman.
Dick Grayson en su niñez era un acróbata callejero, el más joven de una familia llamada The Flying Graysons (Los Graysons Voladores). En la historia del cómic, un gánster llamado Anthony "Tony" Zucco mató a los padres de Grayson al sabotear su trapecio y equipamientos. Batman (con la identidad de Bruce Wayne) estaba investigando el crimen y puso a Dick bajo su custodia como tutor legal. Lo entrenó física y psicológicamente para que pudiera ser su asistente. Juntos investigaron el caso de la muerte de los padres y atraparon a Zucco.
El origen de Robin tiene cierto parecido con el de Batman, ya que los padres de ambos fueron víctimas de un ataque criminal, por lo cual combaten el crimen. Esta relación los une y produce un fuerte lazo entre los dos. En Harley Quinn Vol 1 #1 (2000) se menciona que la mayoría de los habitantes de Ciudad Gótica estaban seguros de que Robin era una niña debido a su atuendo colorido y eran muy pocos los que creían que pudiera tratarse de un niño.
Entre 1940 y 1950, Robin se convirtió en el legendario acompañante de Batman, y raras veces había un cómic donde Batman saliera solo. Entre 1947 y 1952 se empezaron a publicar en Star-Spangled Comics historias en solitario de Robin.
En 1964 The Brave and the Bold N° 60 introdujo a los Jóvenes Titanes, una versión joven de la Liga de la Justicia. El grupo era liderado por Robin, y entre los personajes estaban otros ayudantes como Aqualad (ayudante de Aquaman) y Kid Flash (ayudante de Flash).
En 1969 el escritor Dennis O'Neil y el artista Neal Adams trajeron al cómic de Batman un ambiente más detectivesco y solitario. Un ejemplo de esto es que Dick Grayson va a la universidad, separándose de su tutor y apareciendo muy pocas veces en los cómics de los años 70. Esta misma estrategia,(mandarle a la universidad) pero con otros fines, fue utilizada posteriormente por los guionistas de Batman, la serie animada para hacer las apariciones de Robin esporádicas y poder centrarse en episodios que trataban la psique de Batman. 
En 1980, Grayson nuevamente vuelve al rol de Robin liderando a los Jóvenes Titanes.
Cuatro años más tarde, Grayson cambia de identidad para convertirse en Nightwing, un cambio que es simbolizado por la relación entre él y Batman, y su deseo de ser un superhéroe más independiente. Su traje fue inspirado por el que usaban sus padres cuando actuaban en el circo.
Dick Grayson asumió temporalmente la identidad de Batman tras los sucesos narrados en "La caída del murciélago" (1993), en esta ocasión, y mientras Bruce Wayne se reponía de sus heridas, Grayson fue Batman manteniendo a Tim Drake como Robin.
Con el paso de los años Nightwing se ha ganado el respeto de muchas personas y es visto como el mejor ayudante de todos los tiempos. Estuvo un tiempo a cargo del grupo Outsiders (los Marginales).
Actualmente, según la serie Gotham Knights, Grayson es hijo adoptivo de Bruce Wayne, ya que antes era sólo su protegido (pupilo).
Luego de la Crisis Infinita, Grayson, junto a Wayne y Tim Drake desaparecen de la acción por un año, se cree que estuvieron de viaje por el mundo. Dick vivía en Nueva York, donde actuaba como Nightwing y se enfrentó a Jason Todd, quien usurpó su personalidad de héroe para cometer asesinatos.
Luego de la Crisis Final (2009), y tras la desaparición de Bruce Wayne, Dick Grayson toma el manto de Batman, convirtiéndose en el nuevo protector de Gotham City y dando a Damian Wayne el traje de Robin.
Tras la vuelta de Batman, Dick Grayson regresa a la identidad de Nightwing.

#### Apariciones en cine y televisión deRobin
El personaje, a pesar de que en el cómic es un pequeño niño de 12 años, en sus apariciones audiovisuales ha sido personificado siempre por actores adultos. En el serial de cine Batman (1943) de Columbia Pictures, Dick Grayson fue interpretado por el actor Douglas Croft. En el serial del mismo tipo y productora, Batman y Robin (1949), Grayson fue interpretado por Johnny Duncan. En la comedia televisiva y posterior película de 1966: Batman, Dick fue interpretado por Burt Ward. Por último, en la película Batman Forever (1995) y Batman y Robin (1997), fue Chris O'Donnell quien lo personificó.
Christopher Nolan y Christian Bale aseguraron que el personaje de Robin no aparecería en ninguna de las películas que conformaban su trilogía. Sin embargo, comenzaron a aparecer rumores sobre la posibilidad de que Nolan hubiese introducido al personaje en la última obra de la trilogía, The Dark Knight Rises. No se desmintieron dichos rumores en ningún momento. En la cinta, el personaje interpretado por Joseph Gordon-Levitt, John Blake, recoge una serie de pertenencias cedidas por Batman. Para ello, le es solicitado su nombre completo, Robin. Este se dirige a las cuevas bajo la mansión Wayne, y encuentra todo el material de Batman dispuesto para ser usado, insinuando que Robin podría recuperar su legado, lo cual puede ser una referencia a la saga Final Crisis en la cual Robin toma el manto de Batman luego de la supuesta muerte de Bruce Wayne.
Dick Grayson ha aparecido como Robin en casi todas las series animadas relacionadas con Batman. Dick aparece en la primera temporada de la serie animada de Young Justice como Robin, un chico de 13 años y protegido de Batman (a partir de la segunda temporada, Dick se desempeña como Nightwing).

### Julie Madison
Julie Madison se hizo pasar por Robin por un breve tiempo en una historia de Bob Kane publicada en Detective Comics #49 en marzo de 1941.

### Jason Todd (Robin II)
Debido al cambio de identidad de Dick Grayson, DC se vio obligado a buscar un nuevo ayudante que tomase el lugar de Robin. Tuvo un primer origen muy similar al de Dick Grayson, pero luego del relanzamiento del Universo DC, la primera aparición de este nuevo Robin fue en Batman N° 357 (1983). Todd era un huérfano que vivía en la calle, fue descubierto por Batman cuando trataba de robar las llantas del Batmóvil.
Batman lo adoptó y entrenó. Todd era diferente a Grayson ya que tenía sentimientos de rabia y odio acumulados, los cuales demostraba a veces mientras trabajaba junto a Batman. En una historia se cuenta que Jason Todd posiblemente llegó a matar a un drogadicto violador hijo de un influyente político de un país centroamericano, Felipe Garzonas. Batman siempre se quedó con la duda si efectivamente Jason mató o no a Garzonas.
Jason Todd formó parte de los Nuevos Titanes a petición de Wonder Girl en una época que el grupo se encontraba casi disuelto, parecía que el nuevo Robin seguiría los pasos de Grayson y se integraría en el grupo pero tras los sucesos de Crisis en Tierras Infinitas no volvió a aparecer en los titanes.
A muchos lectores no les gustaba la actitud de Todd, y en 1988, DC Comics hizo una encuesta telefónica; la pregunta era si Todd debería morir. Con una diferencia de 72 votos, la opción ganadora fue Sí, por lo que Todd fue asesinado por el Joker en la historia Una muerte en la familia.
Batman se vio totalmente afectado por la muerte de Todd y guardó su traje en la batcueva como modo de recordarlo. El cadáver de Todd fue robado aparentemente por Ra's al Ghul para que Batman creyera que había sido resucitado. Todd fue realmente resucitado a los pocos meses de su muerte. Fue ayudado por Talia al Ghul, hija de Ra's al Ghul y bajo el nombre de Red Hood causó problemas a Batman y a Máscara Negra. Batman aún trata de descubrir cómo resucitó Todd, pero sin buenos resultados. En "Batman Annual" N° 25 se revela cómo fue que resucitó Jason Todd.
El objetivo de Jason como Red Hood es hacer lo que Batman nunca ha hecho: matar a toda la escoria criminal, y dados los códigos del Hombre murciélago, Jason es uno más de sus enemigos.
Jason asumió brevemente la identidad de Red Robin en un mundo paralelo, pero al regresar al mundo real desechó el traje de Red Robin, ese mismo traje sería el que se encontraría Tim Drake cuando se vio obligado a renunciar a ser Robin.
Tras la muerte de Bruce Wayne en Final Crisis, Jason toma el manto de Batman pero no su código, matando sin remordimiento a todo criminal que se le cruce. Pero gracias a Dick Grayson es detenido.
Nuevamente como Red Hood lidera The Outlaws, un grupo de renegados que utilizan métodos más duros contra el crimen.
Más tarde es el antagonista de juego Batman: Arkham Knight, en donde encarna al villano Arkham Knight y busca venganza de Batman por haberlo abandonado y dejado a su suerte.

### Tim Drake (Robin III)
Tras la muerte de Jason Todd, DC Comics no estaba aún segura de que si los lectores odiaban a Todd o al personaje de Robin, así que decidieron que Batman fuera un superhéroe solitario. Sin embargo, el editor Denny O'Neil quiso introducir un nuevo Robin.
Mientras que Grayson era un acróbata y Todd un luchador, Tim Drake tenía un gran intelecto y características de detective, hasta el punto de ser uno de los pocos de darse cuenta de que en realidad Batman y Bruce Wayne eran la misma persona.
El Red Robin, Timothy Drake, apareció por primera vez en el flashback de Batman N° 436 (1989). Drake era un joven que seguía las aventuras de Batman y Robin desde la muerte de los padres de Grayson. En "Un lugar solitario para morir", Tim se propone reunir a Dick con Bruce, pero quizás no contaba con el hecho de que las relaciones entre ellos estaban bastante deterioradas (se puede apreciar claramente en Batman N° 416 White, Gold and Truth o en Batman: año 3) En un primer momento Batman se negó a tomarlo como su aprendiz, por el peso que le causaba la muerte de Jason, pero le dijo que si estaba dispuesto a intentarlo él no se lo iba a impedir. Batman comenzó a enseñarle artes marciales para que estuviera físicamente listo para enfrentar al crimen y se convirtió en su nuevo ayudante.
Antes de convertirse en el Joven Maravilla, durante su periodo de entrenamiento descubre y detiene al hacker llamado Dinero Araña, quien actuaba como un Robin Hood informático el cual era nada más y nada menos que el criminal juvenil Anarquía. Fue durante ese periodo que Tim tuvo que pasar por una dura prueba del destino: la muerte de su madre y la incapacidad de su padre, a manos de un líder vudú llamado Lord Obeah.
Tim entró en acción, aún sin el traje de Robin, cuando salva a Batman del espantapájaros, lo que hace que finalmente Batman lo convierta en el tercer Robin.
Aun cuando es formalmente convertido en Robin, Tim Drake antes de salir a las calles es enviado a Europa para más entrenamiento, donde tomó lecciones con la temible Lady Shiva e hizo a su archienemigo, Sir Edmund Dorrance, El rey Serpiente.
Cuando Tim Drake tomó el manto de Robin su padre desconocía su doble identidad, al enterarse este de ello obliga a Robin de dejar el manto.
Posteriormente después de la muerte de su padre, con más edad y la identidad de Robin a cargo de otra persona, Tim asume la identidad de Red Robin.
El traje de Drake es diferente al típico de los 2 primeros Robins; tiene más protección y nuevas armas, además de algunos cambios en el diseño. Este Robin fue el primero en tener un cómic propio, y con esto se ganó un archienemigo, llamado Cluemaster. Además ganó un nuevo amor, la hija de Cluemaster, Stephanie Brown, conocida por su identidad de superheroína, Spoiler. Aparece brevemente en el videojuego Batman: Arkham City, aunque se puede utilizar como personaje jugable para los desafíos.
En 2004, su padre descubre su identidad secreta y lo convence para que deje ese trabajo. Stephanie Brown es entonces entrenada para sustituirlo como la nueva Robin ("Tambores de Guerra"). Tras la muerte de Brown, Drake regresa como el ayudante de Batman ("Juegos de Guerra").
Durante la saga Crisis de Identidad, su padre es asesinado por el Capitán Boomerang, y este a su vez es asesinado por el Sr. Drake. Así, él se convierte en el estereotipo de Robin: un huérfano bajo la custodia de Bruce Wayne.
Luego de la saga Face to Face, Tim es adoptado legalmente por Bruce Wayne y regresa a vivir a la Mansión Wayne luego de una temporada en un apartamento ubicado en terrenos de la mansión.
En un viaje por el tiempo junto a los Titanes se descubre convertido en un Batman duro, frío, el cual no captura a los villanos, sino que los asesina con la pistola que mató a los padres de Bruce Wayne, se explica que él y sus amigos se convirtieron en versiones corruptas de sus mentores a causa de la pérdida de estos en la Crisis, según el Ciborg de ese futuro la única manera de evitar tal locura era que los Titanes no se separaran y fueran un apoyo para el resto de los Héroes en el momento de necesidad.
A partir de la saga Un año después, el uniforme Robin varió: es rojo con botas y guantes negros (los guantes con puntas como las de Batman), capa negra por fuera y por dentro amarilla (con puntas como las de Batman). La R en su pecho es como la del uniforme de Robin original.
En semana 51 de 52, Jimmy Olsen entrevista a Robin preguntándole el porqué de los colores de su nuevo traje, rojo y negro y verde, a lo que Robin le responde "Esos fueron sus colores", refiriéndose a los colores de la playera de su eterno amigo Superboy (Connor Kent).
Tras la aparición de Damian Wayne y la aparente muerte de Batman, Tim se ve obligado a renunciar al traje de Robin ya que Dick Grayson (el nuevo Batman tras la muerte de Bruce) decide que Damian sea el nuevo Robin, explicándole a Tim que nunca será "su" Robin porque lo considera su igual y no alguien a quien guiar y proteger. Tim sintiéndose rechazado y negándose a creer la muerte del Batman original se aleja de Grayson y adopta la identidad de Red Robin.
Tras la vuelta del Batman original Tim Drake no recupera su papel de Robin manteniendo la identidad de Red Robin. Sin embargo, más tarde, debido a la muerte de Damian Wayne, Tim Drake regresa con el papel de Robin.

### Stephanie Brown (Robin IV)
Stephanie Brown, novia de Tim Drake, conocida como Spoiler, e hija de Cluemaster. Tras la dimisión de Tim Drake (Robin III) a causa del descubrimiento de su identidad por su padre, Stephanie quiso convertirse en ayudante de Batman pero luego de 3 meses como Robin es despedida por no seguir las órdenes de Batman.
Brown muere en un intento de probar su utilidad a Batman, ya que es herida y torturada por Máscara Negra. Dichos sucesos se encuentran registrados en la saga "Juegos de Guerra". La verdad sobre la muerte de Steph se revela en "Crímenes de Guerra", donde sorprende saber que la chica murió por una negligencia médica intencionada de la colaboradora de Batman, la Dra. Leslie Thompkins, quien dejó morir a Stephanie con el afán de demostrarle a Batman que no había que seguir exponiendo la vida de jóvenes en la lucha contra el crimen. Bruce le advirtió a Leslie que no regresara a EE. UU., de lo contrario él mismo la entregaría a la justicia ya que como asesina formaba parte de su lista de enemigos. También le exigió que no ejerciera más como médico.
Sin embargo en Robin #174, se revela como Stephanie sigue viva ya que la Dra. Thompkins la escondió en África pero que ya está lista para volver al equipo de Batman.
Stephanie recuperó su identidad de Spoiler pero su relación con Tim Drake no volvió a ser la misma. Tras la aparente muerte de Batman y el alejamiento de Tim Drake de Gotham, Stephanie asumió la identidad de Batgirl entrenada y guiada por Barbara Gordon (la Batgirl original) para ayudar a mantener el orden en Gotham City.

### Damian Wayne (Robin V)
Hizo su primera aparición en el arco argumental Batman: Hijo del demonio de Grant Morrison. Es el hijo de Bruce Wayne y Talia al Ghul, quien lo gestó a través de la ciencia Fecundación in vitro y algunos avances de la obtención genética de ADN de Bruce, este fue adiestrado por La Liga de las Sombras, posee un carácter agresivo, llegando incluso a intentar matar a Tim Drake en la batcueva. Tras la muerte de Bruce Wayne en Crisis Final, Dick Grayson se confirma como nuevo Batman y escoge a Damian Wayne como el quinto Robin. Actualmente participa en la serie principal Batman & Robin de Grant Morrison (el mismo autor que creó al personaje).

## Robin del universo alternativo deThe Dark Knight ReturnsyThe Dark Knight Strikes Again

### Carrie Kelley
En la miniserie futurista creada en 1986 The Dark Knight Returns, una adolescente llamada Carrie Kelley toma el puesto de ayudante de Batman convirtiéndose en la primera Robin mujer (hasta esa fecha) No obstante, aunque se le considera la quinta Robin, no cuenta como tal por ser de una historia alternativa. En esta historia, un veterano Batman se retira tras la muerte de Jason Todd pero recibe igualmente a Carrie como aprendiz. Como la serie está basada en un futuro alterno al de la línea de tiempo de DC Comics, la historia no influye en la continuidad de Batman.
En 2001, la continuación titulada The Dark Knight Strikes Again, muestra a Carrie Kelley con la identidad de Catgirl aún como ayudante de Batman.

## Robin de Tierra 2 (Los Nuevos 52)

### Helena Wayne
Helena Wayne The Huntress regresó a raíz del relanzamiento de The New 52 de DC con una miniserie de seis números Huntress que se lanzó en octubre de 2011. Junto a Power Girl, protagonizó un renacimiento de la serie Worlds 'Finest, escrita por Paul Levitz y dibujado por George Pérez y Kevin Maguire.
En la continuidad Post- Flashpoint de Tierra 2, Helena Wayne era hija de Batman y Catwoman (Bruce Wayne y Selina Kyle Wayne). También fue la única Robin en Batman su padre y un personaje más despiadado que el visto anteriormente. Además de Catwoman de Tierra 2, que muere en un ataque contra un edificio de Gotham bajo fuego cruzado, Batman de Tierra 2 es asesinado junto con Superman y Wonder Woman de ese mundo durante un intento de invasión apokoliptiana. Helena solo adopta la identidad de Cazadora después de llegar accidentalmente a Tierra Prima a través de un Boom Tube, junto con la Supergirl de Earth 2 que cambia su identidad de Power Girl posterior varios años después. Los mejores del mundo. La historia explora cómo Helena y Power Girl lllegaron a DC Earth principal y sus intentos de regresar a su fuente Earth. Comienza cinco años después de su llegada.

## Amalgam Comics
Robin se fusiona con Júbilo, de Marvel Comics, para conformar a Sparrow, compañera de aventuras de Dark Claw.

## Apariciones en otros medios

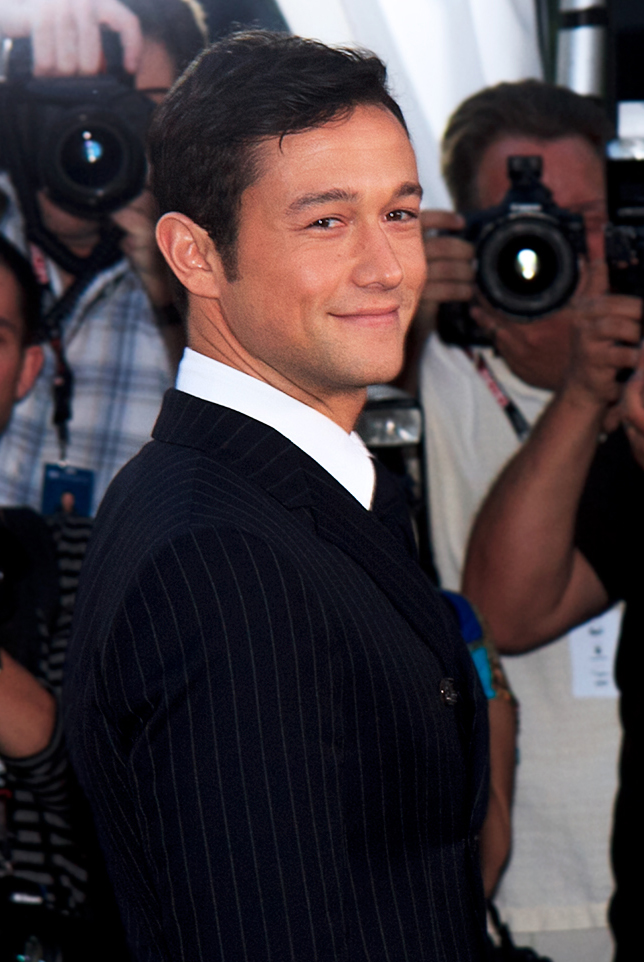
Joseph Gordon-Levitt interpreta al personaje en The Dark Knight Rises.

### Batman del futuro
En el cumpleaños de Bruce, Terry lo lleva a ver una obra musical extremadamente cursi basada en Batman. Robin aparece como un compinche continuamente secuestrado y atado, además de ser mujer, basado en la creencia popular en Ciudad Gótica de que el primer Robin (Dick Grayson) era realmente una chica debido a su atuendo.
Durante la película Batman Beyond: Return of the Joker, el Joker regresa de entre los muertos. Lo logró injertando nanotecnología en Robin (Tim Drake), la cual le permitió mantener su conciencia viva en él, tomar el control de su cuerpo y "transformarse" en el Joker y de hecho en el flash-back se muestra que no logró convertirse en Batman como lo logró Terry McGinnis (un hijo de Batman, quien se sabe que Amanda Waller alteró el ADN de su padre por el de Bruce Wayne) en esta línea de tiempo, que no tiene que ver con la continuidad en el cómic.
En el preludio de Crisis Infinita, en el cómic de Superman/Batman N° 22 y 23 se observa como Superman Bizarro viaja al futuro de la tierra para ayudar a Superman y Batman donde existe un "Batman del Futuro" y en este caso se menciona un "Tim", especulando que mientras en la serie animada Tim Drake se retiró del papel de superhéroe, en el cómic probablemente Tim Drake sí se convierta en Batman suplantando a Terry McGinnis.
De hecho, Tim Drake nunca toma el manto de Batman, simplemente muestran a Tim Drake retirado de la lucha contra el crimen.

### Robin deLos Jóvenes Titanes
Robin es el líder del equipo de los Jóvenes Titanes. Con ningún superpoder, es experto en las artes marciales, crea armas simples, toma decisiones apresuradas y considera a los demás miembros del equipo como sus mejores amigos. Robin es extremadamente competitivo, peleando contra los villanos o contra Cyborg en los videojuegos.
Robin se obsesiona tras saber los planes secretos de su archienemigo Slade. En una ocasión se disfrazó de Red X para aprender más de Slade. Slade lo toma como aprendiz y para que le obedezca, inserta sondas en la sangre de sus amigos y lo amenaza con hacerlas funcionar y matarlos. Los chicos van a rescatarlo, pues creen que ha perdido la cabeza. Slade se enoja y las hace funcionar, Robin, al ver a sus amigos sufrir, se va a la fuente de poder que causa las sondas, se las inserta y le dice a Slade que si pierde a sus amigos pierde a su aprendiz, Slade destruye el dispositivo que causa las sondas y los Titanes lo derrotan, sin embargo, consigue escapar y hace que el edificio se derrumbe, pero los Titanes escapan exitosamente.
En la cuarta temporada, es él quien ayuda a Raven a entrar en razón para salvar la Tierra de su malvado padre, Trigon.
Se desconoce su identidad, se insinúa que es Dick Grayson, debido a que en el futuro, se sabe que es Nightwing además de que tiene una relación romántica con Starfire. En un capítulo, un Robin de otra dimensión se llama Nosyarg kcid, que es Dick Grayson deletreado al revés. En ese mismo capítulo, y durante la aparición de Red X, se hacen referencias a Jason Todd siendo Red X, pero para cuando Jason toma el manto de Robin, muere y regresa como Red Hood, Dick Grayson ya era Nightwing, por lo que el Robin de los Jóvenes Titanes podría ser Tim Drake. Sin embargo, los productores de la serie han declarado de que Robin sería solamente Robin. No habría identidades secretas.
En el capítulo "El mejor Robin" estrenado en mayo de 2015, ante la holgazanería de los otros Titanes, Robin llama a su "otro equipo", formado por una chica (Carrie Kelly) y dos chicos con traje de Robin, uno de corte clásico y uno rojo con negro (Dick Grayson de la edad de plata y Tim Drake), por lo que el líder de los Jóvenes Titanes sería Dick Grayson. En ese mismo episodio la Robin Carrie Kelly menciona que hay otros Robin allá afuera, tal vez en referencia a Stephanie Brown y Damian Wayne.

### Robin deBatman: The Brave and the Bold
Una versión de Robin (Dick Grayson) aparece en Batman: The Brave and the Bold, donde aparece persiguiendo un villano junto a Batman, aquí usa el traje que tenía el Robin de Tierra dos de pre-crisis, aparte que tiene similitudes al Robin de Tierra-2. Más tarde, Damian Wayne aparece como Robin.

### Robin deJusticia Joven
Durante la serie diferentes Robin han tenido papeles importantes en el desarrollo de la serie:
- En la primera temporada se presenta a Dick Grayson como Robin, a partir de la segunda temporada este toma la identidad de Nightwing.
- En la segunda temporada se presenta a Tim Drake como Robin, este tomó el manto después de la muerte de Jason Todd el cual se presenta como un héroe caído en tiempo transcurrido entre la primera y segunda temporada.

### Robin deTitans
Dick Grayson aparece interpretado por el actor Brenton Thwaites. Curran Walters interpreta a Jason Todd, el sucesor de Dick, a quien atraparon robando neumáticos del Batimóvil. Jay Lycurgo interpreta a Tim Drake, quien hizo su debut en acción real en la tercera temporada y es retratado como descendiente de afroamericanos y asiáticos. Carrie Kelley, Daxton Chill, Stephanie Brown y Duke Thomas hicieron apariciones no acreditadas (en la foto) en el episodio "Barbara Gordon" en un archivo en la Batcomputadora para reemplazar a Robins, quienes son descubiertos por Dick Grayson después de la muerte de Jason.

### Robin deBatwheels
Duke Thomas como Robin aparece en Batwheels, con la voz de AJ Hudson.

### Robin deGotham Knights
Carrie Kelley aparece interpretada po la actriz Navia Robinson.

### Saga Burton
- Marlon Wayans fue considerado para el papel de Robin en Batman Continues de Tim Burton, pero el cambio de directores de Burton a Joel Schumacher también significaría un cambio en la elección del actor para el papel de Robin.[2] En 2021, DC lanzó una serie de cómics continuación de las películas de Tim Burton titulada Batman '89, que incluye una nueva versión de Robin basada en Marlon Wayans, escrita por Sam Hamm llamada Drake Winston.[3]

### Saga Schumacher
- Chris O'Donnell interpretó el personaje de Dick Grayson en la película Batman Forever de Joel Schumacher, junto a Val Kilmer en el papel de Batman. Los padres de Dick Grayson y su hermano mayor fueron asesinados por Dos Caras durante una situación de rehenes en el Circo de Ciudad Gotham después de que la familia ayudara a deshacerse de una bomba a punto de explotar. Bruce Wayne decide adoptar a Dick en cierto punto debido a un sentimiento de culpa por no haber podido salvar a la familia de Dick. Dick pronto descubre que Bruce es Batman y se convierte en un héroe disfrazado en su adolescencia. Su traje se parece mucho al uniforme usado por Robin Tim Drake. Sin embargo, el traje clásico de Grayson aparece como el uniforme de circo de Robin, Sin la "R" en el pecho ni la máscara. [cita requerida] Chris O'Donnell reveló a Access Hollywood que se planeó un spin-off de Robin, pero se desechó después de Batman & Robin.[4]

### Trilogía de Nolan
- Recientemente al final de la película "The Dark Knight Rises", se puede entender que el nombre real de John Blake es Robin John Blake, haciendo referencia a Robin tanto por su parecido biográfico como que al final acaba heredando la Baticueva; entendiéndose que portará el manto del murciélago.

### DC Extended Universe
- En Batman v Superman: Dawn of Justice (2016) se puede ver el traje de un difunto Dick Grayson con mensajes y grafitis del Joker
- En Suicide Squad (2016) Se revela que Harley Quinn fue cómplice en el asesinato de Robin
- En Zack Snyder's Justice League (2021), en la escena Knightmare, Joker menciona a Thomas, Martha y Robin.
- La versión de Damian Wayne de Robin aparecerá en la película The Brave and the Bold, ambientada en el DC Universe (DCU).